# Liste der Pfarren im Dekanat Freistadt
Das Dekanat Freistadt ist ein Dekanat der römisch-katholischen Diözese Linz.

## Pfarren mit Kirchengebäuden und Kapellen
| Ort                      | Pfarrverband             | Ink.                   | Patrozinium | Kirchengebäude und Kapellen | Bild                       |
| Freistadt                | Freistadt                |                        | Hll. Johannes der Täufer, Petrus, Paulus, Hlgst. Dreifaltigkeit, Unbefleckte Empfängnis Mariä, Hl. Kreuz, Maria Hilf und Hl. Katharina | Stadtpfarrkirche Freistadt Liebfrauenkirche, Ehemalige Spitalkirche, Filialkirche St. Peter, Kalvarienbergkirche, Hauskapelle im Kloster der Schulschwestern, Hauskapelle im Marianum | Stadtpfarrkirche Freistadt |
| Grünbach                 | Rainbach im Mühlkreis    | Sankt Florian (CanReg) | Hl. Nikolaus | Pfarrkirche Grünbach (Oberösterreich) Filialkirche St. Michael ob Rauchenödt | Pfarrkirche Grünbach       |
| Gutau                    | St. Oswald bei Freistadt |                        | Hl. Ägidius | Pfarrkirche Gutau | Pfarrkirche Gutau          |
| Hirschbach im Mühlkreis  | Reichenthal              |                        | Mariä Himmelfahrt | Pfarrkirche Hirschbach im Mühlkreis | Pfarrkirche Hirschbach     |
| Kefermarkt               | St. Oswald bei Freistadt |                        | Hl. Wolfgang | Pfarrkirche Kefermarkt | Pfarrkirche Kefermarkt     |
| Lasberg                  | St. Oswald bei Freistadt | Sankt Florian (CanReg) | Hl. Vitus | Pfarrkirche Lasberg | Pfarrkirche Lasberg        |
| Leopoldschlag            | Rainbach im Mühlkreis    |                        | Hl. Georg | Pfarrkirche Leopoldschlag Wallfahrtskirche Maria Schnee am Hiltschnerberg | Pfarrkirche Leopoldschlag  |
| Neumarkt im Mühlkreis    | Freistadt                |                        | Hl. Jakobus der Ältere | Pfarrkirche Neumarkt im Mühlkreis | Pfarrkirche Neumarkt       |
| Rainbach im Mühlkreis    | Rainbach im Mühlkreis    |                        | Mariä Heimsuchung und Mariä Himmelfahrt                                                                                                | Pfarrkirche Rainbach im Mühlkreis Kapelle in Hörschlag | Pfarrkirche Rainbach       |
| Reichenthal              | Reichenthal              |                        | Hl. Bartholomäus | Pfarrkirche Reichenthal | Pfarrkirche Reichenthal    |
| Sandl                    | Rainbach im Mühlkreis    |                        | Hl. Johannes Nepomuk | Pfarrkirche Sandl | Pfarrkirche Sandl          |
| Schenkenfelden           | Reichenthal              |                        | Hl. Ägidius | Pfarrkirche Schenkenfelden | Pfarrkirche Schenkenfelden |
| St. Oswald bei Freistadt | St. Oswald bei Freistadt | Sankt Florian (CanReg) | Maria von Lourdes und Hl. Oswald | Pfarrkirche St. Oswald bei Freistadt Maria Bründl Kapelle | Pfarrkirche Sankt Oswand   |
| Waldburg                 | Reichenthal              |                        | Hl. Maria Magdalena | Pfarrkirche Waldburg | Pfarrkirche Waldburg       |
| Windhaag bei Freistadt   | Rainbach im Mühlkreis    | Sankt Florian (CanReg) | Hl. Stephanus | Pfarrkirche Windhaag bei Freistadt | Pfarrkirche Windhaag       |

## Dekanat Freistadt
Das Dekanat umfasst 15 Pfarren.
Dechanten
- seit ? Klemens Hofmann, Pfarrer in Neumarkt im Mühlkreis

Zu weiteren Dechanten siehe Dechanthof Freistadt.